# Joto Jotow
Joto Wasiłew Jotow (buł. Йото Василев Йотов, ur. 22 maja 1969 w Perniku) – bułgarski sztangista, dwukrotny medalista olimpijski.
Brał udział w dwóch igrzyskach (IO 92, IO 96), na obu zdobywał srebrne medale.  W 1992 był drugi w wadze do 67,5 kilograma, cztery lata później był drugi w wadze do 76 kilogramów. Zdobywał mistrzostwo świata w 1991, 1993 i 1997, był drugi w 1989, 1990, 1994 i 1995. Pobił dwa rekordy świata. Zwyciężał na mistrzostwach Europy w 1990, 1991, 1992, 1993, 1994 i 1997, był drugi w 1989.